# Hermann Kasack

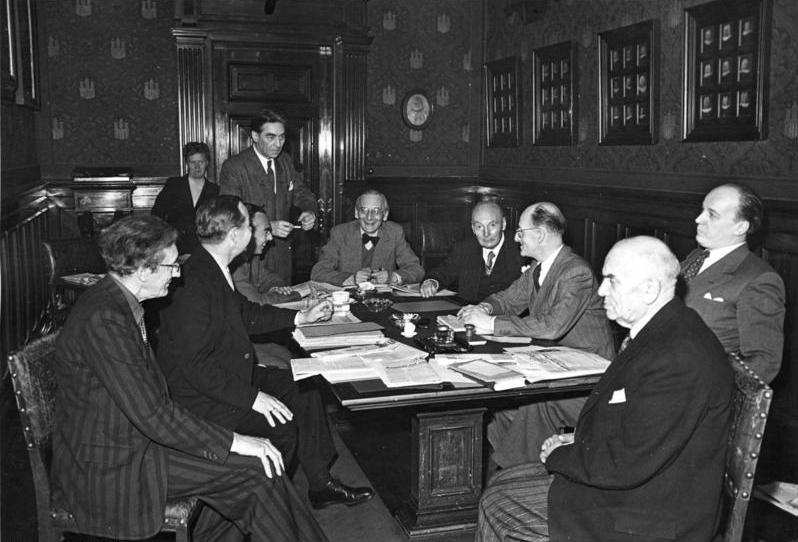
Hermann Kasack (mit Fliege, am Kopfende des Tisches) bei einer Tagung des deutschen PEN-Zentrums 1949

Hermann Robert Richard Eugen Kasack (* 24. Juli 1896 in Potsdam; † 10. Januar 1966 in Stuttgart) war ein deutscher Schriftsteller und Dichter. Außerdem war er ein Pionier in der Vermittlung literarischer Inhalte in der Anfangszeit des Rundfunks. Hermann Kasack veröffentlichte einige Hörspiele auch unter den Pseudonymen Hermann Wilhelm und Hermann Merten.

## Leben
Hermann Kasack wuchs als einziges Kind des praktischen Arztes Richard Kasack und dessen Ehefrau Elsbeth Kasack geborene Huguenuel in Potsdam auf. Er besuchte das humanistische Viktoria-Gymnasium in Potsdam, wo er im August 1914 ein Notabitur ablegte. Ein Mitschüler war der etwas ältere Edlef Köppen, ebenfalls ein Arztsohn, dem er fast lebenslang verbunden blieb. Anfang September 1914 wurde er zum Kriegsdienst im Ersten Weltkrieg eingezogen, aber schon am 31. Oktober wegen eines Herzfehlers aus der Armee entlassen. Anschließend begann er ein Studium der Nationalökonomie und Literaturgeschichte in Berlin, das er 1920 in München abschloss.
Im Jahr 1915 veröffentlichte er in der Zeitschrift Die Aktion sein erstes Gedicht (Mutter). Während des Studiums lernte er den expressionistischen Dichter Wolf Przygode kennen, der 1916 in Berlin an Vorlesungsabenden für „Neue Dichtung“ teilnahm. 1916/17 leistete Kasack zivile Hilfsdienste in Brüssel, wo er Carl Einstein und Gottfried Benn begegnete. Im November 1917 begannen die lebenslangen Freundschaften mit dem Maler Walter Gramatté – Vorbild für die Figur des Malers Katell in Die Stadt hinter dem Strom – und mit dem Dichter Oskar Loerke, den er in Gramattés Atelier zum ersten Mal traf. Kasacks erstes Buch, der Gedichtband Der Mensch, erschien 1918.
1920 heiratete Hermann Kasack Maria Fellenberg. Im selben Jahr wurde er Lektor im Gustav-Kiepenheuer-Verlag in Potsdam-Wildpark. In dieser Funktion gab er unter anderem die gesammelten Werke von Friedrich Hölderlin heraus. Seine Doktorarbeit über Hölderlin beendete er nicht. 1924 wurde seine Tochter Renate geboren. 1925 verließ er den Kiepenheuer-Verlag und wurde ständiger literarischer Mitarbeiter bei der Funk-Stunde Berlin, wo er unter anderem für die Programmgestaltung der ersten Dichterlesungen zeitgenössischer Lyriker verantwortlich war. Im folgenden Jahr wurde sein Drama Die Schwester uraufgeführt und er wurde Direktor beim S. Fischer Verlag. 1927 wurde sein Sohn, der spätere Slawist Wolfgang Kasack, geboren. Seit 1927 wohnte Kasack mit seiner Frau und den beiden Kindern in der Potsdamer Kaiser-Wilhelm-Straße 13, der heutigen Hegelallee. In den folgenden Jahren arbeitete er als freier Schriftsteller und Rundfunkautor. Er veröffentlichte zahlreiche Gedichte und war für mehr als hundert Radiosendungen verantwortlich, darunter viele Porträts von Schriftstellern und zahlreiche Hörspiele, von denen nur wenige als Tondokumente erhalten sind. Als sein sozialkritisches Hörspiel Der Ruf im März 1933 in einer nationalsozialistisch umgearbeiteten Fassung ausgestrahlt wurde (man hatte Ausschnitte einer Hitlerrede hineingeschnitten), protestierte er bei Arnolt Bronnen, dem von der NS-Führung anstelle des mit Kasack befreundeten Edlef Köppen eingesetzten neuen Literaturabteilungsleiter der Funk-Stunde, gegen die propagandistische Verfälschung seines Werks. Am 28. März 1933 wurde ihm daraufhin jegliche Mitarbeit am Rundfunk verboten.
Kasack zog sich ins Private zurück und prägte in seinem Tagebuch für sich selbst den Begriff eines „Emigranten im Innern“. Er publizierte anfangs nur noch vereinzelte Gedichte in verschiedenen Zeitschriften. 1934 besuchte er erstmals Hermann Hesse und unternahm in der Folgezeit ausgedehnte Italienreisen. Wiederholt hielt er sich für längere Zeit bei seinem Freund Hans-Hasso von Veltheim auf Schloss Ostrau auf, den er später bei der Publikation seiner Reisetagebücher unterstützte. Sodann beteiligte er sich wiederum gemeinsam mit Köppen an Projekten der Filmproduktionsfirma TOBIS, bis 1936/37 auch hier eine staatlich gelenkte Leitung eingesetzt wurde. Schließlich wurde er 1941 als Nachfolger seines verstorbenen Freundes Oskar Loerke Cheflektor im S. Fischer (später Suhrkamp) Verlag und behielt diese Tätigkeit bis 1949. In der Zeit von Peter Suhrkamps Verhaftung im Jahr 1944 übernahm Kasack die Verlagsleitung.
Nach dem Krieg arbeitete Kasack noch einmal für den Berliner Rundfunk, bis er 1949 nach Stuttgart umzog. 1947 erschien sein bekanntester Roman Die Stadt hinter dem Strom, geschrieben in den Jahren 1942–1944 (I–XII) und 1946 (XIII–XX) in Potsdam, für den er 1949 in Berlin den Fontane-Preis erhielt. Der Roman schildert eine kafkaeske Schattenwelt der Gestorbenen, die in der Nachkriegszeit als Sinnbild der totalitären Welt verstanden wurde. Ebenfalls 1947 hielt Kasack die Rede zum siebzigsten Geburtstag von Hermann Hesse im Charlottenburger Schloss in Berlin. 1948 wurde er Gründungsmitglied des Deutschen P.E.N.-Zentrums und Mitglied in der Akademie der Wissenschaften und der Literatur in Mainz. Sein zweiter und letzter Roman Das große Netz erschien 1952. Auch darin sowie in seinen Erzählungen Der Webstuhl (1949) und Fälschungen (1953) wandte er sich im Verständnis der zeitgenössischen Kritik und Leserschaft gleichnishaft gegen Diktatur und Tyrannei, den Krieg und die Nazi-Herrschaft und wollte den Überlebenden ihre Situation vergegenwärtigen.
Von 1953 bis 1963 setzte er sich als Präsident der Deutschen Akademie für Sprache und Dichtung vor allem für die Veröffentlichung von vergessenen zeitgenössischen Autoren ein. So sprach er sich in einem gerichtlich angeforderten Gutachten gegen eine Bestrafung Arno Schmidts wegen Gotteslästerung und Verbreitung unzüchtiger Schriften aus. 1955 wurde in Wiesbaden die Oper Die Stadt hinter dem Strom uraufgeführt, eine Vertonung seines gleichnamigen Romans durch Hans Vogt mit einem von Kasack selbst verfassten Libretto.
Zu seinem sechzigsten Geburtstag 1956 erschien eine Sammlung seiner wichtigsten Essays und Reden aus drei Jahrzehnten als Geschenk des Suhrkamp Verlags. Das Hessische Kultusministerium verlieh ihm die Goethe-Plakette. 1960 erhielt er die Leo-Tolstoi-Gedenkmedaille des Maxim-Gorki-Instituts für Weltliteratur in Moskau.
1963 trat Kasack von seinem Amt als Präsident der Deutschen Akademie für Sprache und Dichtung zurück, nachdem er fast vollständig erblindet war. Kasack starb Anfang 1966 in seiner Stuttgarter Wohnung. Im gleichen Jahr erschien bei Hoffmann und Campe sein vermutlich letzter Text: Jahr und Jahrgang 1896. Rückblick auf mein Leben.

## Werke
Die folgende Aufstellung enthält nur eine Auswahl, eine detaillierte und vollständige Auflistung befindet sich auf der Webseite der Stadt- und Landesbibliothek Potsdam, siehe Weblinks.

### Lyrik
- Der Mensch. Verse. München 1918.
- Die Insel. Gedichte. Berlin 1920.
- Der Gesang des Jahres. Potsdam 1921.
- Stadium. Eine GedichtReihe. Potsdam 1921.
- Echo. Achtunddreißig Gedichte. Die Rabenpresse, Berlin 1933.
- Der Strom der Welt. Gedichte. Hamburg 1940.
- Das ewige Dasein. Gedichte. Berlin 1943.
- Aus dem chinesischen Bilderbuch. Mit Zeichnungen von Caspar Rudolf Neher, Frankfurt am Main 1955.
- Antwort und Frage. 13 Gedichte. Frankfurt am Main 1961.
- Wasserzeichen. Neue Gedichte. Frankfurt am Main 1964.
- Hermann Kasack. (= Poesiealbum. 291). Märkischer Verlag, Wilhelmshorst 2010, ISBN 978-3-931329-91-4.

### Dramen
- Die Schwester. Eine Tragödie in acht Stationen. Berlin 1920.
- Die tragische Sendung. Ein dramatisches Ereignis in zehn Szenen. Berlin 1920 (Nachdruck Potsdam 1993)
- Vincent. Schauspiel in fünf Akten. Potsdam 1924 (Uraufführung Frühjahr 1924 unter Regie von Hoffmann-Harnisch in Stuttgart).
- Die Stadt hinter dem Strom. Libretto der Oratorischen Oper in drei Akten. Frankfurt am Main 1954.

### Hörspiele
- Stimmen im Kampf. Hörspiel (unter dem Pseudonym Hermann Wilhelm), Berlin 1930 (Ursendung: 7. Dezember 1930, Länge: 30'), Nachproduktion des NDR 1959 unter dem Titel Ballwechsel (Regie: Fritz Schröder-Jahn, Länge: 28')
- Tull, der Meisterspringer. Eine Serie von zehn Hörspielen für die Jugend (unter dem Pseudonym Hermann Merten), Berlin 1932, zwei erhaltene Folgen: Kinderreise mit Tull (Länge: 33'33") und Tull's Kinderolympiade (Länge: 26'54")
- Eine Stimme von Tausend. Funkdichtung (unter dem Pseudonym Hermann Wilhelm), Berlin 1932 (Regie: Edlef Köppen, Ursendung 6. Oktober 1932, Länge: 11'46"), Deutsches Rundfunkarchiv Nr.C 1680
- Der Ruf. Funkdichtung (unter dem Pseudonym: Hermann Wilhelm), Berlin 1932 (Regie: Edlef Köppen, Ursendung:12. Dezember 1932, Länge: 57'34"), Deutsches Rundfunkarchiv Nr.C 1632.

### Erzählungen
- Die Heimsuchung. Eine Erzählung. München 1919 (Neuausgabe Berlin 1922)
- Tull, der Meisterspringer. Leipzig 1935.
- Das Birkenwäldchen. 1944.
- Der Webstuhl. Erzählung. Frankfurt am Main 1949.
- Fälschungen. Erzählung. Frankfurt am Main 1953.
- Das unbekannte Ziel. Ausgewählte Proben und Arbeiten. Frankfurt am Main 1963.
- Jahr und Jahrgang 1896. Rückblick auf mein Leben. Verlag Hoffmann und Campe, Hamburg 1966.

### Romane
- Alexander. Die Fragwürdigkeit des Lebens. 1932 (unveröffentlicht, Fragment)
- Die Stadt hinter dem Strom. Suhrkamp, Berlin 1947
- Das große Netz. Suhrkamp, Berlin/Frankfurt am Main 1952.

## Medien
- Deutsches Rundfunkarchiv: Hermann Kasack und der Rundfunk, Audio-CD Nr. wo01, Frankfurt am Main und Potsdam 2004 (enthält die Hörspiele Eine Stimme von Tausend und Der Ruf, sowie einen Beitrag von Bertolt Brecht)
- Deutsches Rundfunkarchiv: Was Kinder gerne hör(t)en, Audio-CD Nr. mu03, Frankfurt am Main und Potsdam 2003 (eine Sammlung von Kinderliedern und -hörspielen aus den 1930er und 1950er Jahren, enthält das Hörspiel Tull's Kinderolympiade)